# Pastvisko (Proseč)
Osada Pastvisko se nalézá asi 1 km jižně od městečka Proseč v okrese Chrudim. Osada je jednou z místních částí městečka Proseč a v roce 2011 zde žilo 14 obyvatel.

## Galerie

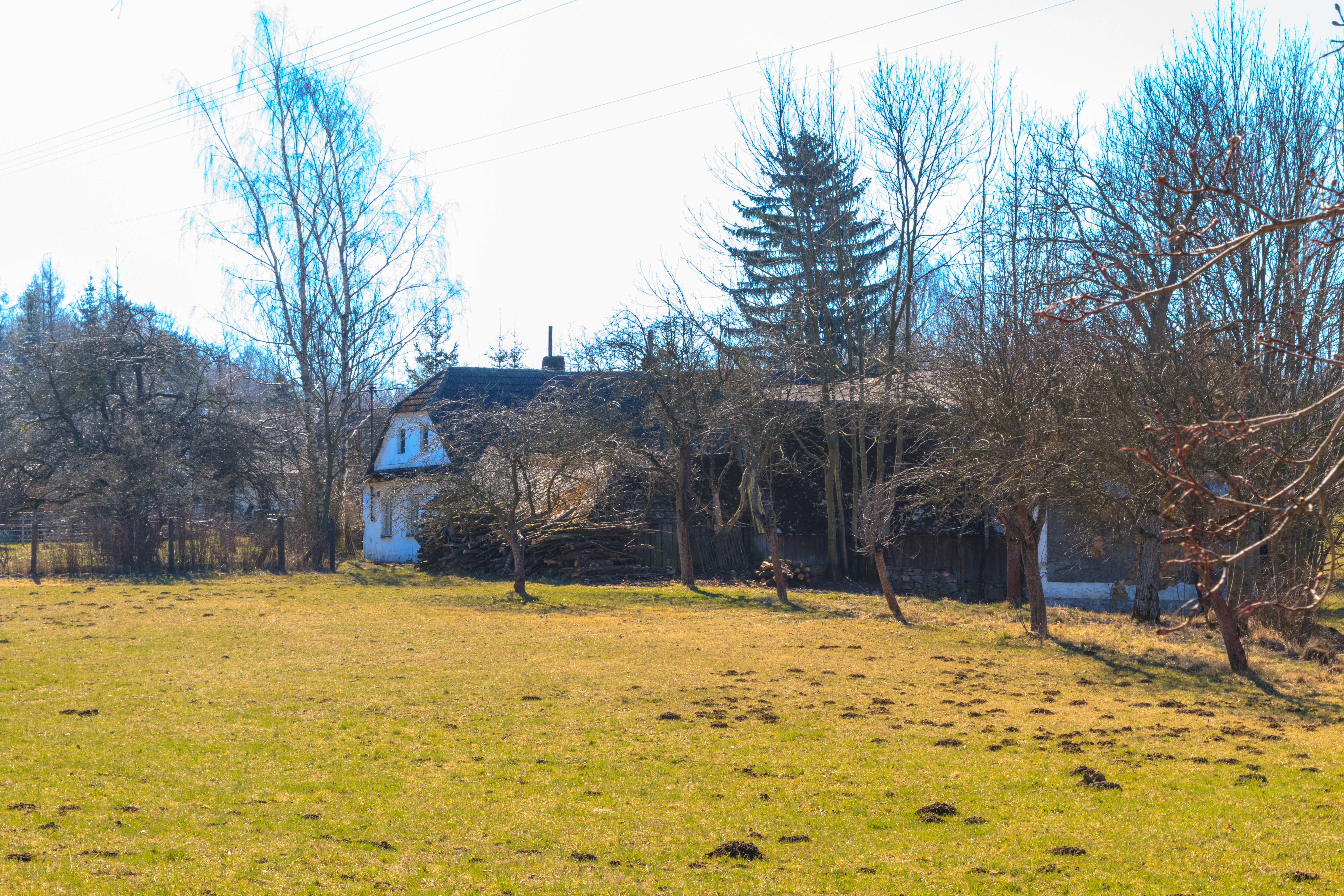
Osada Pastvisko u Proseče
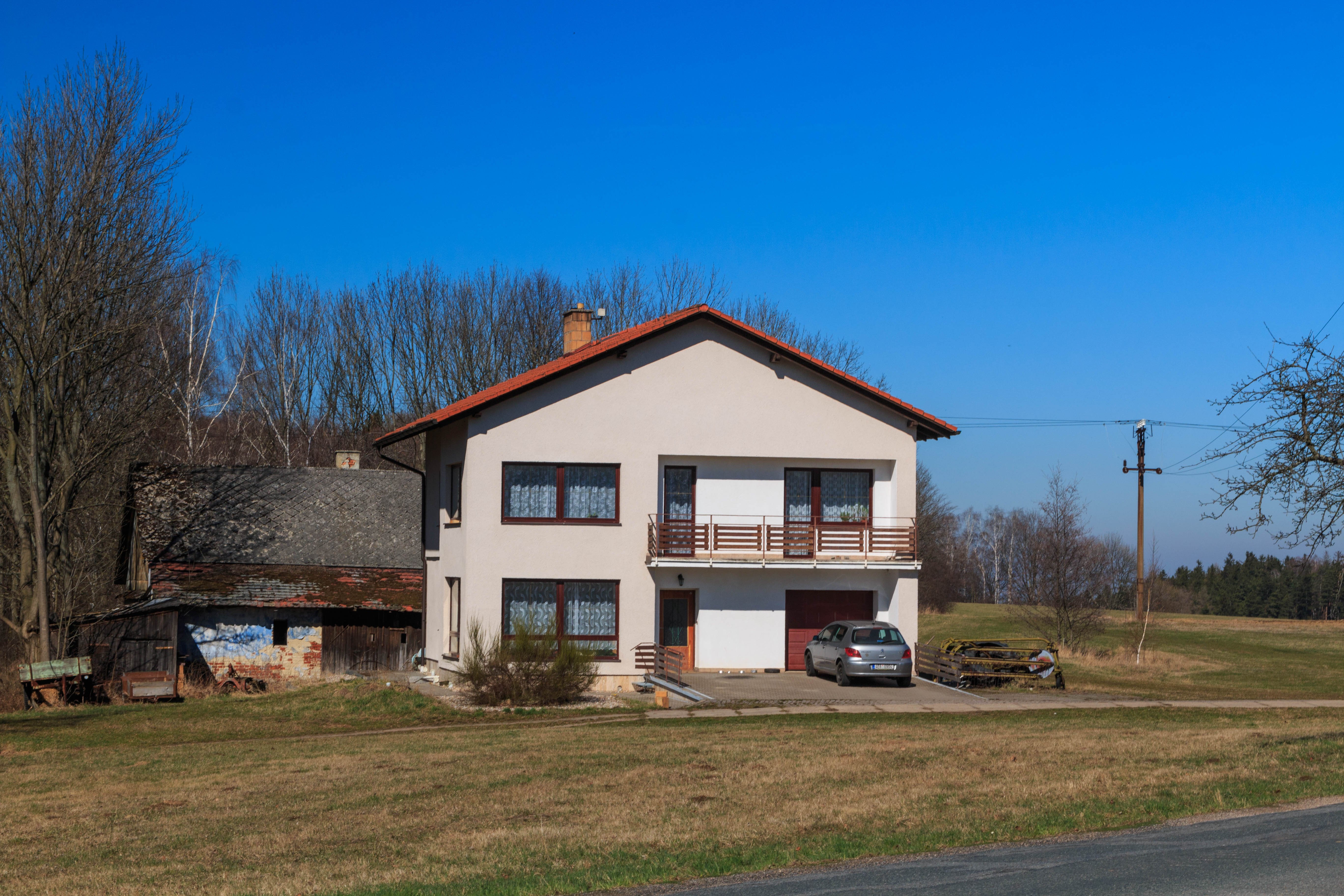
Osada Pastvisko u Proseče čp. 37
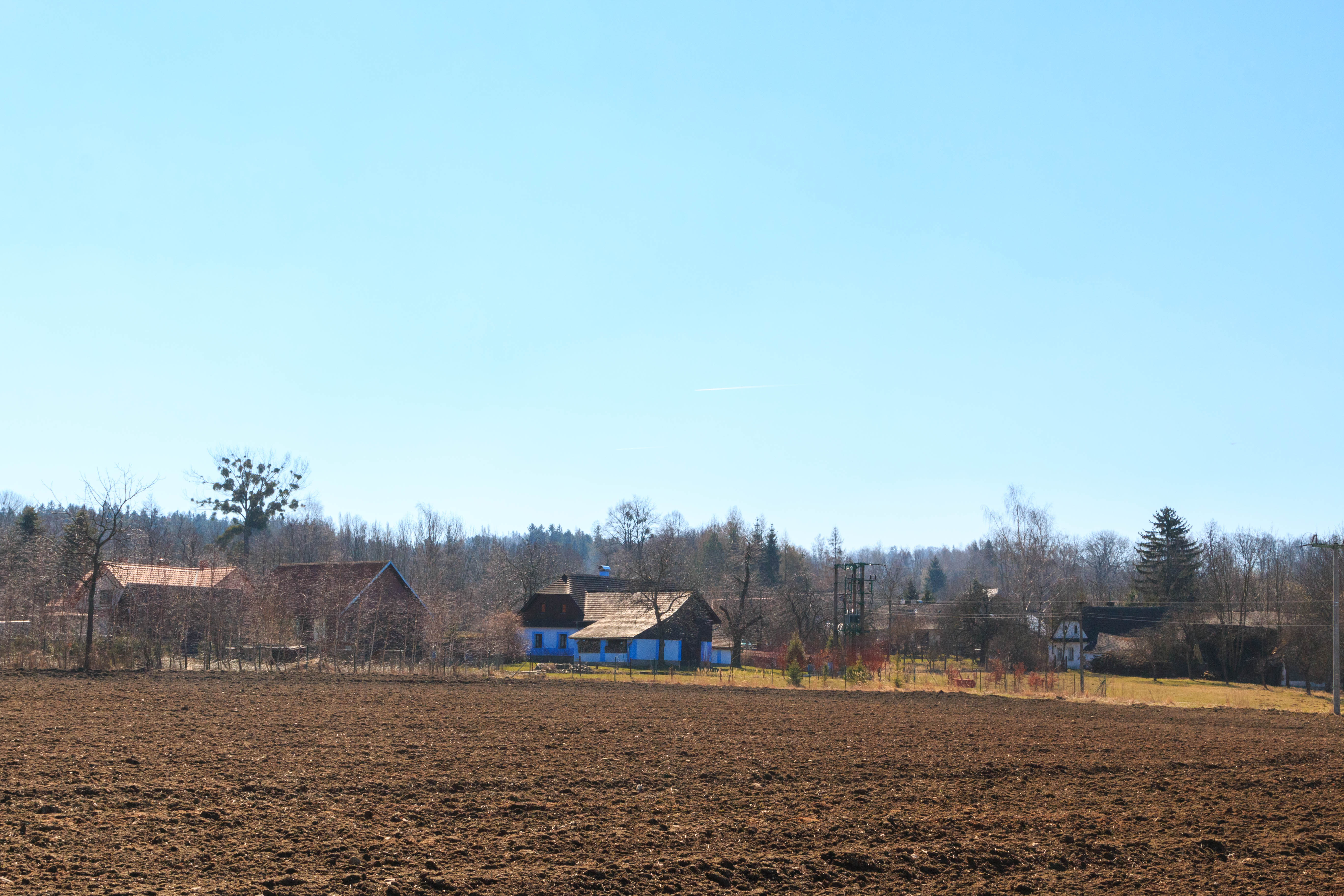
Osada Pastvisko u Proseče
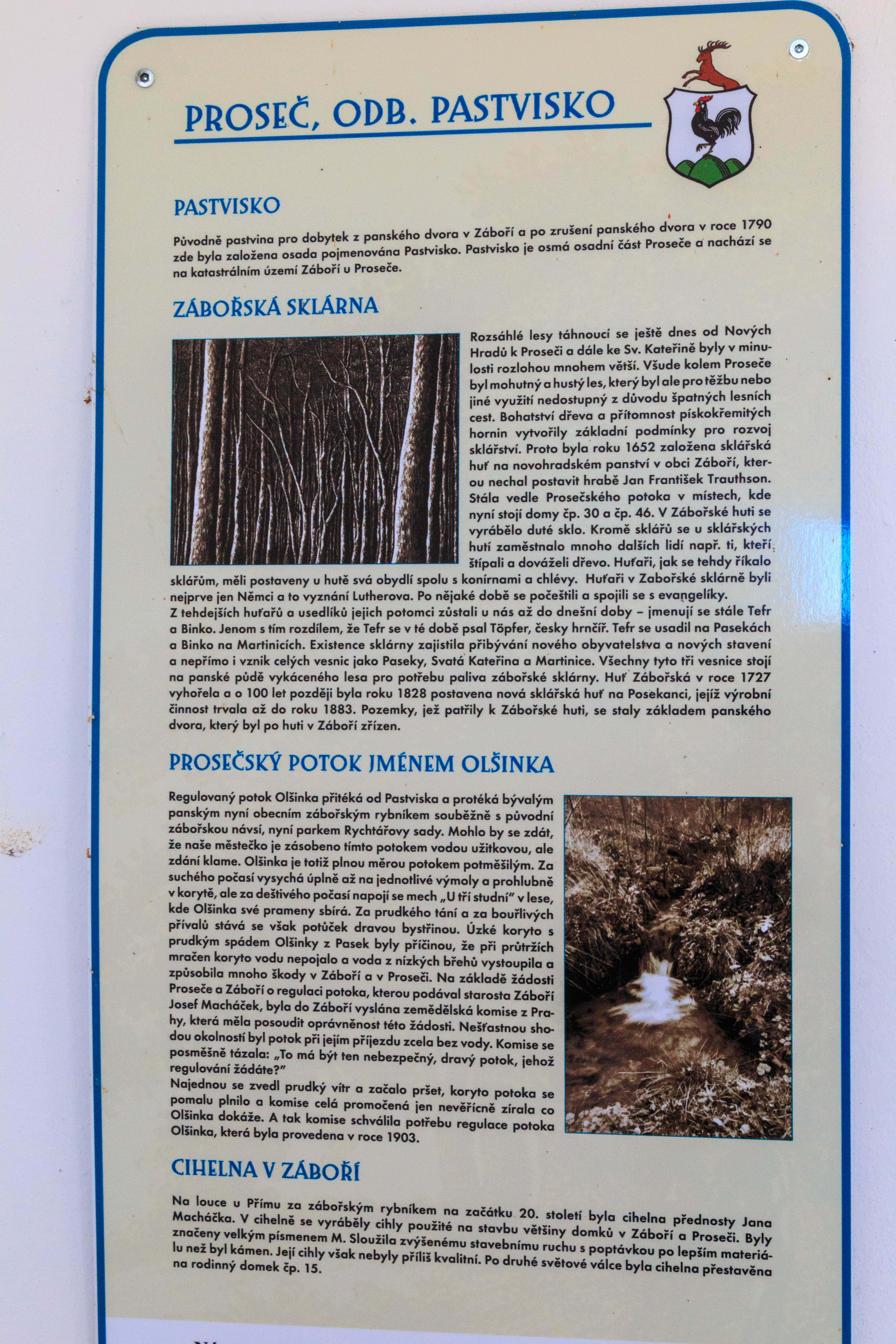
Osada Pastvisko u Proseče - infotabule